# Hungria nos Jogos Olímpicos de Verão de 2004
Hungria competiu nos Jogos Olímpicos de Verão de 2004, em Atenas, na Grécia.

## Desempenho

### Natação
Masculino
| Atleta(s)      | Evento       | Eliminatórias | Eliminatórias | Semifinal | Semifinal | Final       | Final       |
| Atleta(s)      | Evento       | Tempo         | Posição       | Tempo     | Posição   | Tempo       | Posição     |
| -------------- | ------------ | ------------- | ------------- | --------- | --------- | ----------- | ----------- |
| Boldizsar Kiss | 400 m livre  | 4min02s87     | 38º           |           |           | Não avançou | Não avançou |
| Gergő Kis      | 1500 m livre | 15min38s06    | 23º           |           |           | Não avançou | Não avançou |

### Tiro
Masculino
| Atleta       | Evento                | Qualificação | Qualificação | Final       | Final       | Posição |
| Atleta       | Evento                | Placar       | Posição      | Placar      | Total       | Posição |
| ------------ | --------------------- | ------------ | ------------ | ----------- | ----------- | ------- |
| Attila Simon | Pistola de ar de 10 m | 562          | 43º          | Não avançou | Não avançou | 43º     |